# Platymantis batantae
Platymantis batantae là một loài ếch trong họ Ranidae. Chúng là loài đặc hữu của Tây Papua, Indonesia.
Các môi trường sống tự nhiên của chúng là rừng ẩm vùng đất thấp nhiệt đới hoặc cận nhiệt đới và đầm nước. Loài này đang bị đe dọa do mất môi trường sống.